# KTouch
KTouch es un programa parte del Software educativo del entorno de escritorio KDE para aprender, practicar y mejorar mecanografía.
Proporciona muchas lecciones para distintas distribuciones de teclado a través de idiomas diferentes. También contiene lecciones para aprender a usar el teclado numérico.
El programa mantiene estadísticas del usuario mediante las cuales permite avanzar al siguiente nivel. No obstante también se puede avanzar de forma manual.

## Características
KTouch es muy personalizable. El usuario puede establecer las metas a fin de poder avanzar a la siguiente etapa, añadir nuevos diseño y agregar idiomas. Tiene una ventana de estadísticas que mediante histogramas muestra la velocidad del usuario al escribir, palabras o caracteres por minuto y muchas más estadísticas.
El programa visualiza un teclado QWERTY iluminando la siguiente tecla a pulsar, y lanza alertas acústicas en caso de error. Dispone de distintas lecciones, así como modos de entrenamiento.
Aunque fue diseñado para KDE, también funciona en Gnome o IceWM.